# Тримебутин
Тримебутин — лекарственное средство, оказывающее спазмолитический эффект.

## Фармакологические свойства

### Фармакодинамика
Тримебутин, действуя на энкефалинергическую систему кишечника, является регулятором его перистальтики. Обладая сродством к рецепторам возбуждения и подавления, оказывает стимулирующее действие при гипокинетических состояниях гладкой мускулатуры кишечника и спазмолитическое — при гиперкинетических. Препарат действует на всем протяжении желудочно-кишечного тракта, снижает давление сфинктера пищевода, способствует опорожнению желудка и усилению перистальтики кишечника, а также способствует ответной реакции гладкой мускулатуры толстой кишки при различных заболеваниях желудочно-кишечного тракта, связанных с нарушением моторики.

### Фармакокинетика
После приёма внутрь быстро всасывается из желудочно-кишечного тракта, максимальная концентрация в плазме крови достигается через 1-2 часа. В незначительной степени проникает через гематоплацентарный барьер.

## Показания к применению

### Общие
- Моторные расстройства при функциональных заболеваниях желудочно-кишечного тракта, гастроэзофагеальной рефлюксной болезни, диспепсические расстройства при гастродуоденальных заболеваниях (боли в животе, нарушения пищеварения, тошнота, рвота), синдром раздражённого кишечника.
- Послеоперационная паралитическая кишечная непроходимость, подготовка к рентгенологическому и эндоскопическому исследованию.

### У детей
Диспепсические расстройства, связанные с нарушением моторики желудочно-кишечного тракта.

## Противопоказания

### Общие
Повышенная чувствительность к компонентам, входящим в состав препарата.
Детский возраст до трёх лет (для данной лекарственной формы).

### Беременность илактация
- Не рекомендуется применять препарат в первом триместре беременности.
- Не рекомендуется назначать тримебутин в период лактации, в связи с отсутствием достоверных клинических данных, подтверждающих безопасность применения препарата в этот период.
- В экспериментальных исследованиях не выявлено данных о тератогенности (повышении вероятности проявления уродств) и эмбриотоксичности препарата.

## Способ применения и дозы
Внутрь.
Взрослым и детям с 12 лет: по 100—200 мг 3 раза в сутки. Дети 3-5 лет: по 25 мг 3 раза в сутки. Дети 5-12 лет: по 50 мг 3 раза в сутки.

## Побочное действие
Редко: кожные реакции

## Передозировка
В большом количестве вызывает рвоту, головокружение, сонливость, в некоторых случаях обморок.

## Форма выпуска
Таблетки по 100 мг, 200 мг.
По 10 таблеток в контурную ячейковую упаковку из плёнки поливинилхлоридной и фольги алюминиевой печатной лакированной.
По 1, 2 или 3 контурные ячейковые упаковки вместе с инструкцией помещают в пачку из картона коробочного.

## Взаимодействие
Не описано.

## Отпуск из аптек
Без рецепта.